# 311

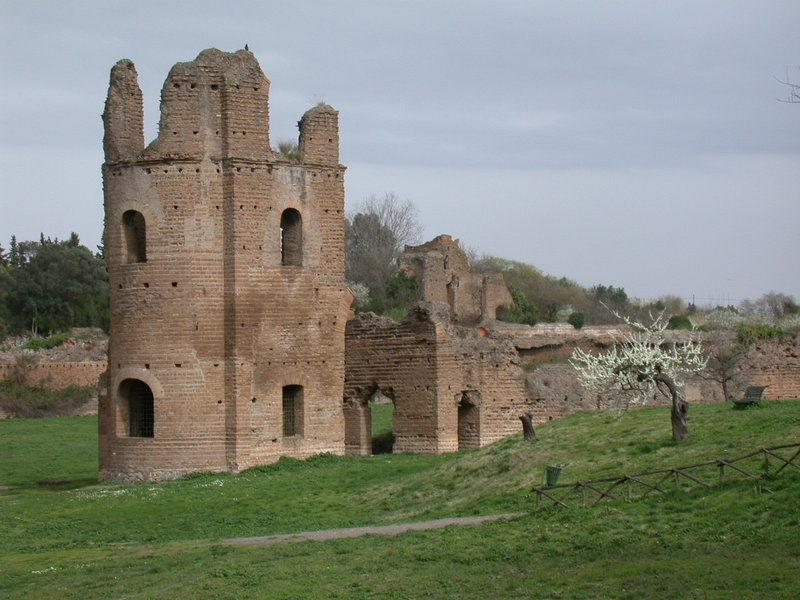
Circus van Maxentius (Rome)

Het jaar 311 is het 11e jaar in de 4e eeuw volgens de christelijke jaartelling.

## Gebeurtenissen

### Klein-Azië
- 30 april - Keizer Galerius vaardigt het Edict van Nicomedia uit. Het christendom als religio licita (toegestane godsdienst) wordt in het Romeinse Rijk grotendeels erkend. Vijf dagen na de uitvaardiging van het edict overlijdt hij aan een ernstige ziekte.
- Maximinus II verdeelt het Oost-Romeinse Rijk in twee delen met keizer Licinius. In een vriendschapsverdrag wordt de Bosporus als rijksgrens geaccepteerd.

### Egypte
- Arius, stichter van het arianisme, wordt in Alexandrië tot presbyter (priester) gewijd.

### Italië
- Maxentius laat het Circus van Maxentius bouwen. Het stadion wordt gebruikt voor wagenrennen, gladiatorgevechten en andere vormen van publiek vermaak.

### China
- De nomadenhorden (Hunnen) van de Xiongnu vallen het Chinese Keizerrijk binnen en veroveren Luoyang. De stad wordt geplunderd en 30.000 inwoners worden afgeslacht. Hierna wordt de hoofdstad verplaatst naar Chang'an.

## Geboren
- Wulfila, Gotische bisschop en Bijbelvertaler (waarschijnlijke datum)
- Theodorus van Tabennisi, abt en stichter van een kloosterorde (waarschijnlijke datum)

## Overleden
- 5 mei - Galerius (ca. 60), keizer van het Romeinse Keizerrijk
- 3 december - Diocletianus (66), keizer van het Romeinse Keizerrijk
- Domitius Alexander, Romeins usurpator (waarschijnlijke datum)
- Petrus van Alexandrië, Egyptische theoloog en martelaar